# Rhinocylapus
Rhinocylapus is een geslacht van wantsen uit de familie van de Miridae (Blindwantsen). Het geslacht werd voor het eerst wetenschappelijk beschreven door Karl Alfred Poppius in 1909.

## Soorten
Het genus bevat de volgende soorten:

- Rhinocylapus acutangulus Poppius, 1909
- Rhinocylapus kmentii Wolski, 2010
- Rhinocylapus pallescens Wolski, 2010
- Rhinocylapus redeii Wolski, 2010
- Rhinocylapus scutatus Hsiao, 1944
- Rhinocylapus simplicicollis Poppius, 1909
- Rhinocylapus sumatranus Poppius, 1909
- Rhinocylapus velocipedoides (Poppius 1915)
- Rhinocylapus vittatus Hsiao, 1944